# Suriname op de Olympische Zomerspelen 1968
Suriname nam deel aan de Olympische Zomerspelen 1968 in Mexico-Stad (Mexico). Alhoewel het voor de tweede keer was dat Suriname zich inschreef voor deelname aan de Spelen, had Eddy Monsels de eer om op deze editie als eerste Surinamer op de Spelen in actie te komen. In 1960 was Wim Esajas, de enige Surinaamse deelnemer dat jaar, door een fout van een Surinaamse official niet aan de start verschenen van zijn eerste ronde 800 meter hardlopen.

## Deelnemers & Resultaten
(m) = mannen, (v) = vrouwen 
| Sport    | Olympiër     | Discipline | Resultaat | Prestatie                     |
| -------- | ------------ | ---------- | --------- | ----------------------------- |
| Atletiek | Eddy Monsels | 100m (m)   | 2e ronde  | 1R : 10,4 sec. 2R : 10,4 sec. |

Afghanistan · Algerije · Amerikaanse Maagdeneilanden · Argentinië · Australië · Bahama's · Barbados · België · Bermuda · Birma · Bolivia · Bondsrepubliek Duitsland · Brazilië · Brits-Honduras · Bulgarije · Canada · Centraal-Afrikaanse Republiek · Ceylon · Chili · Colombia · Congo-Kinshasa · Costa Rica · Cuba · Denemarken · Dominicaanse Republiek · Duitse Democratische Republiek · Ecuador · El Salvador · Ethiopië · Fiji · Filipijnen · Finland · Frankrijk · Ghana · Griekenland · Groot-Brittannië · Guatemala · Guinee · Guyana · Honduras · Hongarije · Hongkong · Ierland · IJsland · India · Indonesië · Irak · Iran · Israël · Italië · Ivoorkust · Jamaica · Japan · Joegoslavië · Kameroen · Kenia · Koeweit · Libanon · Libië · Liechtenstein · Luxemburg · Madagaskar · Maleisië · Mali · Malta · Marokko · Mexico · Monaco · Mongolië · Nederland · Nederlandse Antillen · Nicaragua · Nieuw-Zeeland · Niger · Nigeria · Noorwegen · Oeganda · Oostenrijk · Pakistan · Panama · Paraguay · Peru · Polen · Portugal · Puerto Rico · Roemenië · San Marino · Senegal · Sierra Leone · Singapore · Soedan · Sovjet-Unie · Spanje · Suriname · Syrië · Taiwan · Tanzania · Thailand · Trinidad en Tobago · Tunesië · Turkije · Tsjaad · Tsjecho-Slowakije · Uruguay · Venezuela · Verenigde Arabische Republiek · Verenigde Staten · Vietnam · Zambia · Zuid-Korea · Zweden · Zwitserland